# La Vacherie
La Vacherie è un comune francese di 566 abitanti situato nel dipartimento dell'Eure nella regione della Normandia.

## Società

### Evoluzione demografica
Abitanti censiti